# 0-3-2
Тип 0-3-2 — паровоз з трьома рушійними осями в одній жорсткій рамі, і двома підтримуючими осями.
Інші варіанти запису:
- Американський — 0-6-4
- Французький — 032
- Німецький — C2

## Види паровозів 0-3-2
Пасажирські танк-паровози Закавказької залізниці.